# 巴特·道尔吉
巴特·道尔吉（Batyn Dorji，1914年9月17日—1982年8月23日），蒙古扎布汗省阿勒达尔汗县人，蒙古人民军大将，蒙古人民革命党中央委员会委员，蒙古人民共和国大人民呼拉尔主席团副主席。

## 生平
1914年9月17日，巴特·道尔吉出生在蒙古扎布汗省阿勒达尔汗县一个牧民家庭。1929年至1933年，放牧和种田，并曾当消防员及搬运工。1935年参军，1936年入蒙古人民革命军官学校学习，1937年加入蒙古人民革命党。自蒙古人民革命军官学校毕业后，在部队历任士官、副排长、排长、连长。1938年，巴特·道尔吉任第一骑兵师军事委员会委员兼第二边防团团长。1939年，任第一骑兵师师长。在从排长至师长的任职期间，巴特·道尔吉先后驻科布多城、戈壁阿尔泰省、巴彦乌列盖省，曾先后参加北塔山事件的战斗和诺门罕战役。
1940年，巴特·道尔吉出任蒙古人民共和国内务部副部长兼边防内务军务局局长。1940年3月，在蒙古人民革命党第十次代表大会上，巴特·道尔吉当选中央委员会委员。1947年12月蒙古人民革命党第十一次代表大会、1954年11月蒙古人民革命党第十二次代表大会、1958年3月蒙古人民革命党第十三次代表大会上均当选为中央委员会委员。1941年至1948年，任蒙古人民共和国内务部副部长兼边防处处长。1944年4月28日，改授少将军衔，跻身蒙古人民军首批将军之一。二战末期，1945年在八月风暴行动中，巴特·道尔吉在中国东北参加对日本关东军的作战。1948年至1952年，在苏联伏龙芝军事学院学习。1952年毕业后，出任蒙古人民共和国国防部直属骑兵独立旅旅长。
1954年至1956年，巴特·道尔吉出任蒙苏金属股份公司总管理委员会副主席。1956年至1959年，任蒙古人民共和国军事与公安部部长。1956年晋升中将军衔。1959年至1961年，任蒙古人民共和国公安部部长。
1961年至1968年，从事外交工作，其中1961年至1963年任驻朝鲜大使，1963年至1966年任驻民主德国大使，1966年至1968年任驻南斯拉夫大使。1961年7月，在蒙古人民革命党第十四次代表大会上，未能继续当选为中央委员会委员。1966年6月，在蒙古人民革命党第十五次代表大会上，再度当选为中央委员会委员。1971年6月蒙古人民革命党第十六次代表大会、1976年6月蒙古人民革命党第十七次代表大会、1981年5月蒙古人民革命党第十八次代表大会上连任中央委员会委员直到逝世。
1968年7月，任蒙古人民共和国公安部副部长兼边防事务局局长。1969年7月至1978年9月，任蒙古人民共和国国防部部长。1970年，自苏联伏罗希洛夫总参谋部军事学院训练班。1969年7月4日晋升上将军衔。1971年3月9日晋升大将军衔，成为蒙古人民军首位也是唯一一位大将（另一位大将尤睦佳·泽登巴尔后晋升元帅）。1978年8月至1982年8月，任蒙古革命斗争老活动家委员会主席。1978年12月，当选大人民呼拉尔主席团副主席。
1982年8月23日，巴特·道尔吉在乌兰巴托病逝，享年68岁。